# Dendrobium macropus
Dendrobium macropus är en orkidéart som först beskrevs av Stephan Ladislaus Endlicher, och fick sitt nu gällande namn av Heinrich Gustav Reichenbach och John Lindley. Dendrobium macropus ingår i släktet Dendrobium, och familjen orkidéer.
Artens utbredningsområde är Norfolkön. Inga underarter finns listade i Catalogue of Life.